# Coupe d'Italie de football 1972-1973
Navigation
Coupe d'Italie 1971-1972 Coupe d'Italie 1973-1974
La Coupe d'Italie de football 1972-1973, est la 26e édition de la Coupe d'Italie. Le vainqueur, AC Milan remporte son troisième titre et se qualifie pour la Coupe d'Europe des vainqueurs de coupe de football 1973-1974.

## Déroulement de la compétition
La compétition garde le même format que lors de la saison précédente.
Au premier tour, le tenant du titre AC Milan est exempté, les 35 autres participants sont répartis dans sept groupes de 5 où ils se rencontrent une fois. Les 7 premiers de groupe sont qualifiés pour le tour final et rejoints par le tenant du titre.
Au tour final, les huit équipes qualifiées sont réparties dans deux groupes de 4, les deux premiers disputent la finale.

### Groupe final

#### Groupe A
| Rang | Équipe      | Pts | J | G | N | P | Bp | Bc | Diff |
| ---- | ----------- | --- | - | - | - | - | -- | -- | ---- |
| 1    | Juventus    | 9   | 6 | 3 | 3 | 0 | 12 | 8  | +4   |
| 2    | Inter Milan | 7   | 6 | 3 | 1 | 2 | 9  | 6  | +3   |
| 3    | FC Bologne  | 6   | 6 | 2 | 2 | 2 | 7  | 9  | -2   |
| 4    | AC Reggiana | 2   | 6 | 0 | 2 | 4 | 4  | 9  | -5   |

#### Groupe B
| Rang | Équipe           | Pts | J | G | N | P | Bp | Bc | Diff |
| ---- | ---------------- | --- | - | - | - | - | -- | -- | ---- |
| 1    | AC Milan         | 10  | 6 | 5 | 0 | 1 | 7  | 1  | +6   |
| 2    | Atalanta Bergame | 7   | 6 | 3 | 1 | 2 | 7  | 6  | +1   |
| 3    | SSC Naples       | 4   | 6 | 1 | 2 | 3 | 3  | 7  | -4   |
| 4    | Cagliari Calcio  | 3   | 6 | 1 | 1 | 4 | 4  | 7  | -3   |

### Finale
La finale se joue le 1 juillet 1973 au stade olympique de Rome.
| Club     | Total                 | Club     |
| -------- | --------------------- | -------- |
| AC Milan | 1 - 1 (t. a. b.5 - 2) | Juventus |

L' AC Milan remporte son troisième titre aux tirs au but.